# Orgel van de Sint-Niklaaskerk in Gent

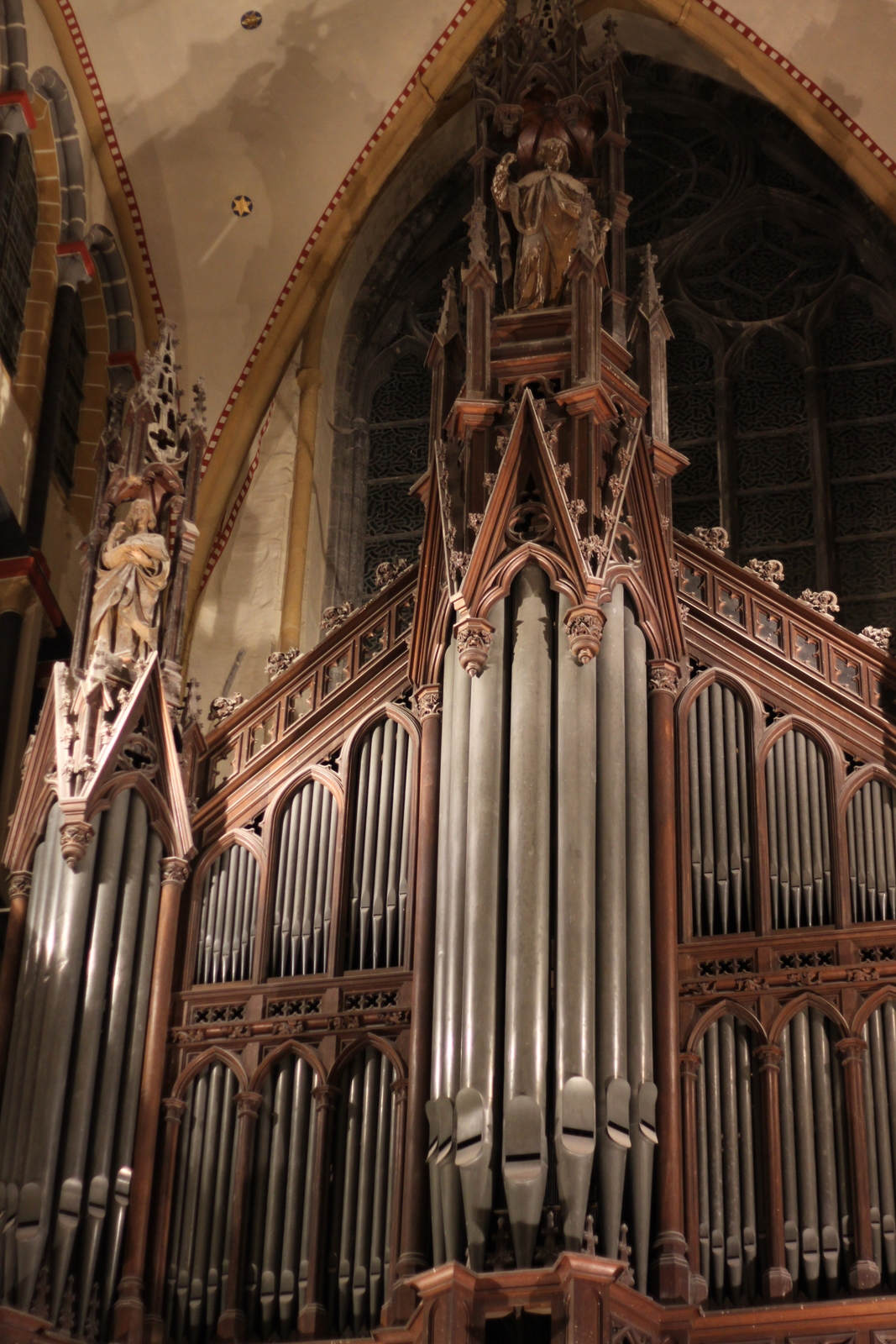
Orgel Sint-Niklaaskerk Gent

Het orgel in de Sint-Niklaaskerk te Gent behoort tot de belangrijkste romantische orgels van België en werd gebouwd door de Franse orgelbouwer Aristide Cavaillé-Coll.

## Geschiedenis
Het orgel in de Sint-Niklaaskerk werd gebouwd in de periode 1853-1856 en ingespeeld door Louis James Alfred Lefébure-Wély. Het kwam tot stand onder impuls van onder anderen François-Joseph Fétis.
Dat Cavaillé-Coll uit Frankrijk de opdracht kreeg om het orgel te bouwen, leidde tot protest bij Belgische orgelbouwers (onder wie Loret). Het was opvallend dat tijdens de bouw ook veel Belgen aan de slag konden om het vak te leren bij de Franse meester. Zo werd de neogotische orgelkast gesneden en vervaardigd door Auguste Van Assche, naar een ontwerp van een beeldhouwer uit het atelier van Cavaillé-Coll.
Het orgel is luxueus afgewerkt en gebouwd volgens de nieuwste technieken van zijn tijd. Zo is de speeltafel naar het altaar gericht en is ze afgewerkt met topmateriaal: eikenhout met ivoor (witte toetsen) en ebbenhout (zwarte toetsen). De omvang van de klavieren is 56 toetsen, wat vrij groot is. De Barkermachine is ook volledig bewaard, evenals de 13 combinatietreden (koppelingen, tremulant,…) waarvan de grootste die voor de zwelkast is.
In 1869 noemde Cavaillé zelf het “een van de beste instrumenten die mijn ateliers hebben verlaten”, terwijl hij toen al veel grotere orgels had gebouwd, zoals het orgel van de Église Saint-Sulpice en dat in de Basiliek Sainte-Clotilde, beide in Parijs.
Vanaf 1901 bespeelde Cyriel Van den Abeele het orgel. Hij werd vooral bekend door zijn romantische orgelimprovisaties van de dagliturgie.
Men kon het orgel gedurende een halve eeuw niet bezichtigen wegens jarenlange restauratiewerken aan de kerk. Het werd tijdens al die jaren ook niet meer bespeeld. Om het te beschermen tegen duiven werd het instrument volledig ingekist. In het najaar van 2010 werd deze kist verwijderd.
Men kan het uitgepakte orgel zien doorheen een glazen deur die onder de vieringtoren toegang geeft tot het schip van de kerk, dat nu gerestaureerd wordt. Onbekend is wanneer het orgel opnieuw zal klinken.
Van bij de bouw werd het orgel geplaagd door stabiliteitsproblemen van het doksaal: waarschijnlijk was het inkomportaal niet genoeg gefundeerd. Op oude foto's is te zien hoe de muren onder het doksaal grote scheuren vertonen; daarom werd (vermoedelijk reeds in de jaren 60) het inkomportaal afgebroken en het hele doksaal en orgel gesteund op een zware stalen ligger op betonpalen.
In juni 2013 werden het verzakte doksaal en orgel "gelift" en terug waterpas gebracht als eerste stap naar een restauratie van het instrument.

## Organisten
- 1856 - 1867 : Auguste Strauven
- 1867 - 1901 : Désiré Van Reysschoot[1].
- 1901 - 1946 : Cyriel Van den Abeele[2].
- 1946 - 1961 : Remi Suys

## Citaat
“Als ik in de verleden tijd spreek over dit Cavaillé orgel, is dat omdat het tegenwoordig ingepakt is in een cocon van hout en papier, die het zo goed en zo kwaad als het gaat, beschermt tegen kalkpuin en steengruis van een zoveelste archeologische restauratie van de kerk. Zal het er op een dag uitkomen in een staat die een restauratie toelaat? Wie zal het zich aantrekken, de kerk of de staat? Van de kant van de orgelbouwers met beperkte middelen is er weinig te verwachten: het is geen zaak. Het gebaar van Aristide Cavaillé zal alleenstaand blijven en zijn meesterwerk zal beschadigd zijn.”
Dom Jozef Kreps O.S.B. (un Orgue Centenaire, in Musica Sacra, 57, nr.4, 1956, p. 183-195)

## Dispositie
De originele dispositie van 11 maart 1856:
| I Positif C–       |     |
| Quintaton          | 16′ |
| Flûte Harmonique   | 8′  |
| Bourdon            | 8′  |
| Viola di Gamba     | 8′  |
| Dulciana           | 4′  |
| Flûte octaviante   | 4′  |
| Doublette          | 2′  |
| Flageolet          | 1′  |
| Trompette          | 8′  |
| Basson et Hautbois | 8′  |

| II Grand Orgue C– |     |
| Montre            | 16′ |
| Montre            | 8′  |
| Bourdon           | 16′ |
| Flûte Harmonique  | 8′  |
| Bourdon           | 8′  |
| Prestant          | 4′  |
| Dulciana          | 4′  |
| Quinte            | 3′  |
| Doublette         | 2′  |
| Fourniture IV     |     |
| Cymbale III       |     |
| Bombarde          | 16′ |
| Trompette         | 8′  |
| Clairon           | 4′  |

| III Récit C–       |    |
| Flûte Harmonique   | 8′ |
| Flûte Octaviante   | 4′ |
| Viole de Gambe     | 8′ |
| Voile d’Amour      | 4′ |
| Voix Céleste       | 8′ |
| Octavin            | 2′ |
| Trompette          | 8′ |
| Clairon            | 4′ |
| Basson et Hautbois | 8′ |
| Voix Humaine       | 8′ |

| Pédale C–    |     |
| Contre Basse | 16′ |
| Basse        | 8′  |
| Octave       | 4′  |
| Bombarde     | 16′ |
| Trompette    | 8′  |
| Clairon      | 4′  |

Speelhulpen:
- Orage
- Cop. Pédale
- Appel d'anches pédale
- Octaves graves Pos., G.O., Réc.
- Appel d'anches Pos., G.O., Réc.
- Accoupl. Pos./G.O., Réc./G.O.
- Trémolo voix humaine